# Texaponium triplehorni
Texaponium triplehorni là một loài bọ cánh cứng trong họ Tenebrionidae. Loài này được Berry miêu tả khoa học năm 1974.